# Nazionale maschile di baseball della Francia
La nazionale maschile di baseball francese rappresenta la Francia nelle competizioni internazionali, come i campionati europei di baseball o il campionato mondiale di baseball organizzato dalla International Baseball Federation. Ha disputato tre mondiali e tre coppe intercontinentali ma non ha mai ottenuto la qualificazione alle Olimpiadi. Ai campionati europei vanta una medaglia di bronzo e tre quarti posti.

## Piazzamenti

### Campionato mondiale di baseball
- 1994 : 16°
- 1998 : non qualificata
- 2001 : 15°
- 2003 : 15°
- 2005 : non qualificata
- 2007 : non qualificata
- 2009 : non qualificata

### World Baseball Classic
- 2013: non qualificata[1]
- 2017: non qualificata

### Coppa intercontinentale di baseball
- 1991 : 10°
- 1993 : 10°
- 1997 : 7°

### Campionati europei di baseball
- 1954 : non qualificata
- 1955 : 5°
- 1956 : non qualificata
- 1957 : non qualificata
- 1958 : 6°
- 1960 : non qualificata
- 1962 : 6°
- 1964 : 5°
- 1965 : non qualificata
- 1967 : non qualificata

- 1969 : 7°
- 1971 : 9°
- 1973 : 6°
- 1975 : 6°
- 1977 : non qualificata
- 1979 : non qualificata
- 1981 : non qualificata
- 1983 : 6°
- 1985 : non qualificata
- 1987 : 6°

- 1989 : 5°
- 1991 : 4°
- 1993 : 4°
- 1995 : 5°
- 1997 : 5°
- 1999 :  3°
- 2001 : 4°
- 2003 : 7°
- 2005 : 6°
- 2007 : 5°

- 2010 : 6°
- 2012 : 8°
- 2014 : 6°
- 2016 : 7°